# Präriesparv
Präriesparv (Centronyx bairdii) är en liten nordamerikansk art som numera placeras i familjen amerikanska sparvar.

## Utseende
Präriesparven har en stor näbb, ett stort platt huvud, och en liten, kluven stjärt. De har bruna ovandelar och vita underdelar, med strimmor på ryggen, bröstet och flankerna. Ränderna på ansiktet, nacken och hjässan är gulaktiga.

## Utbredning och systematik
Fågeln häckar i södra centrala Kanada och nordvästliga USA. Fåglarna är flyttfåglar som flyttar till sydvästra USA och norra Mexiko. Den behandlas som monotypisk, det vill säga att den inte delas in i några underarter.

### Släktestillhörighet
Fågeln placeras traditionellt i släktet Ammodramus, men DNA-studier visar att detta släkte är kraftigt parafyletiskt. Typarten för släktet gräshoppssparv står nära Arremonops, medan präriesparven (liksom gärdsparven) är närmare släkt med en grupp amerikanska sparvar innehållande släktena Passerculus, Xenospiza och Melospiza. Olika auktoriteter implementerar dessa resultat olika. Clements et al bryter sedan 2018 ut präriesparven och gärdsparven till det egna släktet Centronyx, medan Birdlife International inkluderar dem i Passerculus.

### Familjetillhörighet
Tidigare fördes de amerikanska sparvarna till familjen fältsparvar (Emberizidae) som omfattar liknande arter i Eurasien och Afrika. Flera genetiska studier visar dock att de utgör en distinkt grupp som sannolikt står närmare skogssångare (Parulidae), trupialer (Icteridae) och flera artfattiga familjer endemiska för Karibien.

## Levnadssätt
Präriesparven häckar i höga grässlätter. De letar föda på marken, och äter huvudsakligen insekter på sommaren och frön på vintern. Boet är öppet skålformat i ett välgömt gräs på marken. Fåglarna bygger bon i små lösa kolonier. Hanarna sjunger från grenarna inom dess revir. Sången består av korta serier av höga noter följt av en drill. Fågeln syns oftare än hörs.

## Status
Arten har ett stort utbredningsområde och beståndet anses vara stabilt. Internationella naturvårdsunionen IUCN listar den därför som livskraftig (LC).

## Status och hot
Arten har ett stort utbredningsområde, men tros minska i antal, dock inte tillräckligt kraftigt för att den ska betraktas som hotad. Internationella naturvårdsunionen IUCN listar arten som livskraftig (LC). Beståndet uppskattas till i storleksordningen 3,2 miljoner vuxna individer.

## Namn
Fågelns vetenskapliga artnamn hedrar Thomas Mayo Brewer (1814-1880), amerikansk politiker, tidningsredaktör och oolog.

### Böcker
- Green, M. T., P. E. Lowther, S. L. Jones, S. K. Davis, och B. C. Dale. 2002. Baird’s Sparrow (Ammodramus bairdii). In The Birds of North America, No. 638 (A. Poole and F. Gill, eds.). The Birds of North America, Inc., Philadelphia, PA.

### Rapporter
- Anonym (1993). Canadian Baird's sparrow recovery plan. Ottawa: Recovery of Nationally Endangered Wildlife Committee, 1993. vii, 28 s. (36 sidor)
- De Smet KD. (1991). Manitoba's threatened and endangered grassland birds project: 1990 update. Winnipeg: Manitoba Natural Resources, Wildlife Branch, 1991. iv, 47 p. (53 sidor).
- De Smet KD. (1992). Manitoba's threatened and endangered grassland birds: 1991 update and five year summary. Winnipeg: Manitoba Natural Resources, Wildlife Branch, 1992. vi, 77 p. (85 sidor)
- De Smet KD & Miller WS. (1989). Status report on the Baird's sparrow, Ammodramus bairdii, in Canada. Ottawa: Committee on the Status of Endangered Wildlife in Canada, 1989. ii, 28 p. (34 sidor).

### Avhandlingar
- Ahlering MA. Ph.D. (2005). Settlement cues and resource use by Grasshopper Sparrows and Baird's Sparrows in the Upper Great Plains. University of Missouri - Columbia, United States, Missouri.
- Davis SK. Ph.D. (2003). Habitat selection and demography of mixed-grass prairie songbirds in a fragmented landscape. The University of Regina, Kanada.
- Gamble K. M.S. (2005). Habitat use in Baird's and grasshopper sparrows. University of Missouri - Columbia, USA, Missouri.
- Green MT. Ph.D. (1992). Adaptations of Baird's sparrows (Ammodramus bairdii) to grasslands: Acoustic communication and nomadism. The University of North Carolina at Chapel Hill, USA, North Carolina.
- Klippenstine DR. M.Sc. (2005). Can egg mimicry by Brown-headed Cowbirds explain the acceptance of brood parasitism by grassland passerines?. University of Manitoba , Kanada.
- Mahon CL. M.Sc. (1995). Habitat selection and detectability of Baird's sparrows in southwestern Alberta. University of Alberta, Kanada.

### Artiklar
- Ahlering MA, Johnson DH & Faaborg J. (2006). Conspecific attraction in a grassland bird, the Baird's Sparrow. Journal of Field Ornithology. vol 77, no 4. s. 365-371.
- Bolduc D. (1969). Bairds Sparrow Occurrence Clay County Minnesota USA. Loon. vol 41, no 1.
- Dale BC, Martin PA & Taylor PS. (1997). Effects of hay management on grassland songbirds in Saskatchewan. Wildlife Society Bulletin. vol 25, no 3. s. 616-626.
- Davis SK. (2003). Nesting ecology of mixed-grass prairie songbirds in southern Saskatchewan. Wilson Bulletin. vol 115, no 2. s. 119-130.
- Davis SK. (2004). Area sensitivity in grassland passerines: Effects of patch size, patch shape, and vegetation structure on bird abundance and occurrence in southern Saskatchewan. Auk. vol 121, no 4. s. 1130-1145.
- Davis SK. (2005). Nest-site selection patterns and the influence of vegetation on nest survival of mixed-grass prairie passerines. Condor. vol 107, no 3. s. 605-616.
- Davis SK, Brigham RM, Shaffer TL & James PC. (2006). Mixed-grass prairie passerines exhibit weak and variable responses to patch size. Auk. vol 123, no 3. s. 807-821.
- Davis SK, Duncan DC & Skeel M. (1999). Distribution and habitat associations of three endemic grassland songbirds in southern Saskatchewan. Wilson Bulletin. vol 111, no 3. s. 389-396.
- Davis SK, Duncan DC & Skeel MA. (1996). The Baird's Sparrow: Status resolved. Blue Jay. vol 54, no 4. s. 185-191.
- Davis SK & Sealy SG. (1998). Nesting biology of the Baird's sparrow in southwestern Manitoba. Wilson Bulletin. vol 110, no 2. s. 262-270.
- Dieni JS & Jones SL. (2003). Grassland songbird nest site selection patterns in northcentral Montana. Wilson Bulletin. vol 115, no 4. s. 388-396.
- Gordon CE. (2000). Movement patterns of wintering grassland sparrows in Arizona. Auk. vol 117, no 3. s. 748-759.
- Johnson DH & Igl LD. (2001). Area requirements of grassland birds: A regional perspective. Auk. vol 118, no 1. s. 24-34.
- Kyllingstad H. (1977). Bairds Sparrow Singing at Rothsay. Loon. vol 49, no 2.
- Madden EM, Hansen AJ & Murphy RK. (1999). Influence of prescribed fire history on habitat and abundance of passerine birds in northern mixed-grass prairie. Canadian Field Naturalist. vol 113, no 4. s. 627-640.
- Madden EM, Murphy RK, Hansen AJ & Murray L. (2000). Models for guiding management of prairie bird habitat in northwestern North Dakota. American Midland Naturalist. vol 144, no 2. s. 377-392.
- Maher WJ. (1979). Nestling Diets of Prairie Passerine Birds at Matador Saskatchewan Canada. Ibis. vol 121, no 4. s. 437-452.
- Marks JS & Nordhagen T. (2005). Type locality of Ammodramus bairdii (Audubon). Auk. vol 122, no 1. s. 349-350.
- Martin PA & Forsyth DJ. (2003). Occurrence and productivity of songbirds in prairie farmland under conventional versus minimum tillage regimes. Agriculture Ecosystems & Environment. vol 96, no 1-3. s. 107-117.
- Martin PA, Johnson DL, Forsyth DJ & Hill BD. (2000). Effects of two grasshopper control insecticides on food resources and reproductive success of two species of grassland songbirds. Environmental Toxicology & Chemistry. vol 19, no 12. s. 2987-2996.
- Pylypec B. (1991). Impacts of Fire on Bird Populations in a Fescue Prairie. Canadian Field Naturalist. vol 105, no 3. s. 346-349.
- Sutter GC & Brigham RM. (1998). Avifaunal and habitat changes resulting from conversion of native prairie to crested wheat grass: Patterns at songbird community and species levels. Canadian Journal of Zoology. vol 76, no 5. s. 869-875.
- Sutter GC, Troupe T & Forbes M. (1995). Abundance of Baird's sparrows, Ammodramus bairdii, in native prairie and introduced vegetation. Ecoscience. vol 2, no 4. s. 344-348.
- Voelker G. (2004). Can migrants do it faster? Accelerated molt of Baird's Sparrows and further insights into southwestern molting grounds. Condor. vol 106, no 4. s. 910-914.
- Wilson SD & Belcher JW. (1989). Plant and Bird Communities of Native Prairie and Introduced Eurasian Vegetation in Manitoba Canada. Conservation Biology. vol 3, no 1. s. 39-44.